# Czarna Repa
Czarna Repa (ukr. Чорна Ріпа, Czorna Ripa; 1285 m n.p.m.) – szczyt w ukraińskich Bieszczadach Wschodnich (Grzbiet Wierchowiński). Położony jest na granicy obwodów lwowskiego (na północy) i zakarpackiego (na południu).
Na szczyt prowadzi czerwony szlak turystyczny ze Sławska; w okresie międzywojennym przebiegał przezeń Główny Szlak Karpacki kierujący dalej na Przełęcz Wyszkowską.